# Tuuliset tienoot
Tuuliset tienoot – drugi album fińskiego zespołu Indica, gatunku pop rock wydany w 2005 roku. Album również znalazł się na fińskiej liście Top 40 przebojów w 12 lutego 2006 roku. W 2006 roku pokrył się złotem. Wydano do niego singiel Vuorien taa (wraz z bonusową piosenką "Nuorallatanssija") oraz dwa promo: Pidä Kädestä i Niin tuleni Teen.

## Lista utworów[1]
1. Vuorien Taa - 3:16
2. Pidä Kädestä - 3:49
3. Tuuliset Tienoot - 3:59
4. Lapsuuden Metsä - 5:07
5. Häkkilintu - 3:21
6. Varo - 4:17
7. Niin Tuleni Teen - 3:48
8. Kummajaisten Joukko - 4:11
9. Rannalla - 5:21
10. Viimeinen Tanssi - 3:20

## Single
1. Vuorien Taa - 3:16 (+ Nuorallatanssija)
2. Pidä Kädestä - 3:49 (promo)
3. Niin Tuleni Teen - 3:48 (promo)

## Teledyski
- Vuorien taa (2006)
- Pidä Kädestä (2006)

Reżyserem obydwu klipów wideo był Marko Mäkilaakso.